# Walckenaeria brucei
Walckenaeria brucei is een spinnensoort in de taxonomische indeling van de hangmatspinnen (Linyphiidae).
Het dier behoort tot het geslacht Walckenaeria. De wetenschappelijke naam van de soort werd voor het eerst geldig gepubliceerd in 1955 door Albert Tullgren.